# Albin Stenroos
Oskar Albinus "Albin" Stenroos (Vehmaa, Finlàndia Occidental, 25 de febrer de 1889 – Hèlsinki, 30 d'abril de 1971) fou un atleta finlandès, especialista en proves de fons, que va competir durant el primer quart del segle xx. En el seu palmarès destaquen tres medalles olímpiques, i sobretot l'or en la marató de 1924.
Stenroos va córrer la seva primera marató el 1909, amb una tercera posició al campionat nacional, però poc després passà a disputar distàncies curtes, com el 1.500. No tornà a córrer una nova marató fins al 1924. El 1910 guanyà els 10.000 metres dels campionats nacionals. Amb la no participació de Hannes Kolehmainen als campionats nacionals, Stenroos fou el clar dominador entre 1912 i 1917 i guanyà els campionats nacionals dels 5.000 i 10.000 metres entre 1912 i 1916 i de cros entre 1915 i 1917.
El 1912 va prendre part en els Jocs Olímpics d'Estocolm, on guanyà la medalla de plata en la cursa de cros per equips i la de bronze en els 10.000 metres. En les altres dues proves del programa d'atletisme que disputà fou sisè en cros individual, mentre quedà eliminat en semifinals en els 3.000 metres per equips.
El 1915 va aconseguir el seu primer rècord del món en els 30 km (1h 48' 06.2"), que va millorar el 1924 (1h 46' 11.6"). També va aconseguir el rècord del món dels 20 km el 1923 (1h 07' 11.2"). No va prendre part en els Jocs de 1920, però en els de 1924 va decidir córrer la marató. Va guanyar una cursa disputada sota una forta calor amb sis minuts sobre Romeo Bertini. Fou segon a la Marató de Boston de 1926, i es va retirar després de no poder acabar la de 1927.